# 大兴乡 (肇源县)
大兴乡，是中华人民共和国黑龙江省大庆市肇源县下辖的一个乡镇级行政单位。

## 行政区划
大兴乡下辖以下地区：
前进村、通兴村、联结村、支前村、同心村和前土村。